# 皇帝号铁甲舰
皇帝号（德語：SMS Kaiser），一译凯撒号，是德意志帝国海军建造的两艘皇帝级铁甲巡防舰的首舰，以当时新成立的德意志帝国的君主头衔“凯撒”命名。其仅有的姊妹舰为德国号。皇帝号由英国伦敦的萨穆达兄弟船厂承建，自1871年开始架设龙骨、1874年3月下水，并于1875年2月投入使用。舰只的主炮为八门安装在舰舯中央炮台上的260毫米口径箍炮。
皇帝号从入役后至1896年便一直在德国舰队服役，尽管它在整个运用生涯中经常被置于预备役状态。该舰定期参加年度的舰队训练演习，但1880年代中期除外，当时它一度被更新入役的舰只所取代。它也参与了数次前往波罗的海和地中海的巡航，经常陪同德皇威廉二世进行官方国事访问。皇帝号于1890年代初被重建为一艘装甲巡洋舰，但它行动迟缓，无法胜任该角色。尽管如此，它还是作为东亚分舰队的旗舰在亚洲部署了数年，至1899年才返回德国。1904年以后，皇帝号退而担任次要职能，并至1919年第一次世界大战结束后被拆解报废。

## 设计

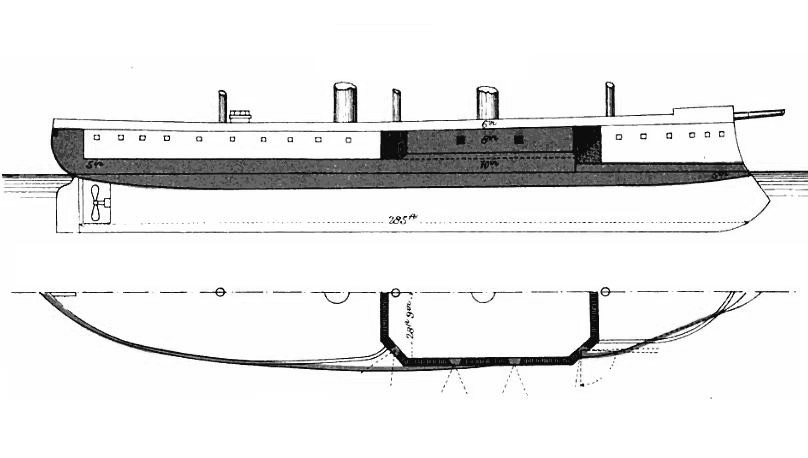
皇帝级舰只示意图；阴影区域表示受装甲保护的部分

两艘皇帝级铁甲舰均是根据1867年的舰队规划而订购——鉴于在普丹战争期间，弱小的普鲁士海军无法突破丹麦海军的封锁，当时的北德意志联邦国会遂批准了这项舰队计划，以壮大北德意志邦联海军。两艘舰是由英国船舶工程师爱德华·詹姆斯·里德于1869年设计，是当时所有海军中最强大的炮廓舰，尽管它们在炮塔舰问世后便已显过时。
皇帝号的全长为89.34米，有19.1米的舷宽和7.39米的吃水深度，设计和满载排水量分别为7645吨和8940吨。它由一台双缸单胀蒸汽机提供动力，所需的蒸汽是通过八台筒状燃煤火管锅炉供给。其发动机额定功率为5,779匹公制馬力（5,700匹指示馬力），最高速度为14.6節（27.0每小時）。舰只原本还配备有全帆船具，但在后来的改造中逐渐减少，最终完全移除。它的标准船员编制为32名军官及568名水兵。
皇帝号的主炮为安装在舰舯中央炮台内的八门260毫米20倍径加农炮。竣工时，它还装备有一门210毫米22倍径加农炮。在1891－1895年完成重建后，其武器变成了一门150毫米30倍径箍炮、六门105毫米30倍径速射炮和九门88毫米30倍径速射炮；后续又增加了十二挺37毫米机炮和五具直径为350毫米、全数安装在船体水线上方的鱼雷发射管。
舰只的装甲由锻铁制成，并以柚木为衬垫；装甲带的厚度范围在127－254毫米之间，其上方203毫米厚的装甲列板用于保护主炮炮台，而装甲甲板的厚度则从38至51毫米不等。

## 建造
皇帝号最初是由德意志帝国海军向伦敦的萨穆达兄弟船厂订购，并自1871年开始架设龙骨。时值普法战争结束后不久，由于担心法国发动报复性战争而影响战舰的建造，两艘皇帝级舰只的合同是均在普鲁士与法国签署和平协议之后迅速签订。但由于德国本土几家合适的造船厂的造舰任务繁重，并且人们对德国配件行业的水平表示怀疑，促使海军转向海外寻求建造。舰只的推进装置是由英国格林尼治的约翰·佩恩及子提供，它在交付时超出了当局所要求的性能。
皇帝号于1874年3月19日下水。经过再近一年的舾装，船厂人员于1875年1月7日开始在泰晤士河对其展开试航，并在试航中超过了合同约定的14節（26每小時）最高速度。同年2月13日，该舰在海军上校赫尔曼·罗伯特·普尔泽维辛斯基的指挥下正式入役，并于2月15日运抵威廉港。随后，皇帝号于3月23日停用，以安装由克虏伯提供的舰炮。

## 服役历史

### 铁甲巡防舰
1875年5月19日，皇帝号首次进入训练分舰队（即公海舰队的雏形）服役。它被分配至由王储号、威廉国王号和汉萨号所共同组成的铁甲总队，受海军少将路德维希·冯·亨克指挥，以筹备夏季的波罗的海训练巡航。在6月22日展开的整个巡航过程中，四艘铁甲舰均未离开德国水域，并于9月因在瓦尔讷明德锚区接受德皇威廉一世的检阅而中断。随后，分舰队解散，皇帝号在恶劣的天气下历时八天，才于1875年10月3日返抵驻地威廉港。当其它铁甲舰都被投入预备役时，皇帝号仍然作为警卫舰服役，但精简了船员编制。分舰队于次年春天重新启用；并由原帝国海军部参谋长、海军少将卡尔·费迪南德·巴奇接替亨克担任司令。皇帝号成为巴奇的旗舰，其阵中还包括有姊妹舰德国号、王储号和腓特烈·卡尔号。
在分舰队筹备进行1876年的夏季巡航时，德国驻奥斯曼公使亨利·阿伯特（Henry Abbott）于5月22日在萨洛尼卡遇刺身亡。由于担心居住在该地区的德国公民会遭到进一步袭击，德国政府遂下令巴奇于1876年6月驶往地中海实施佯动。除了四艘铁甲舰，分舰队还得到了通报舰波美拉尼亚号的加入；炮艇彗星也紧随其后。它们经由直布罗陀和瓦莱塔航行，于6月25日抵达萨洛尼卡，而奉命从西印度群岛赶来的护卫舰美杜莎号也在那里加入了分舰队。巴奇将军与法国、俄国、奥匈帝国和意大利的军舰合作，共同向奥斯曼政府施压。在德国人收到对方令人满意的解释后，海军部希望撤走分舰队。然而外交部则认为有必要继续在场。结果，仅分舰队的部分成员，即皇帝号、德国号和美杜莎号，于8月23日启程经由锡罗斯岛、马耳他、直布罗陀和普利茅斯返航，并于9月13日抵达威廉港。随后，皇帝号根据运用计划于9月28日退役。
1877年5月19日，皇帝号成为最后一艘重启的铁甲舰。自6月1日起，它再次作为巴奇将军的旗舰，率分舰队被派往地中海东部；当时俄土战争爆发所引发的骚乱正威胁着居住在当地的德国公民。该分舰队再次包括有其姊妹舰德国号、腓特烈·卡尔号，以及新入役的普鲁士号和通报舰隼号。此外，护卫舰瞪羚号、炮艇彗星号和通报舰波美拉尼亚号则仍然停留在地中海。这次分舰队行动重点是在巴勒斯坦沿岸和爱琴海。它们于7月1日至5日在雅法的塞德港驻泊——巴奇将军及其幕僚和部分船员由此登岸前往耶路撒冷，但未见岸上有任何紧张局势；随后，它们又于7月30日至8月4日造访萨洛尼卡，并于8月13日和9月10日至25日在比雷埃夫斯停留。在此期间，皇帝号曾于9月6日因风暴而在锡罗斯岛附近搁浅，需要由德国号拖出。自10月5日开始的返航之旅受到了恶劣天气的严重影响，导致皇帝号在里斯本附近几乎与一艘法国巡防舰相撞。10月21日，皇帝号回到威廉港。根据运用计划，它于11月2日再度退役。作为普鲁士号的姊妹舰，新入役的腓特烈大帝号和大选帝侯号在1878年的演习中取代了皇帝号和德国号，期间大选帝侯号被意外撞沉，造成了大量人员伤亡。

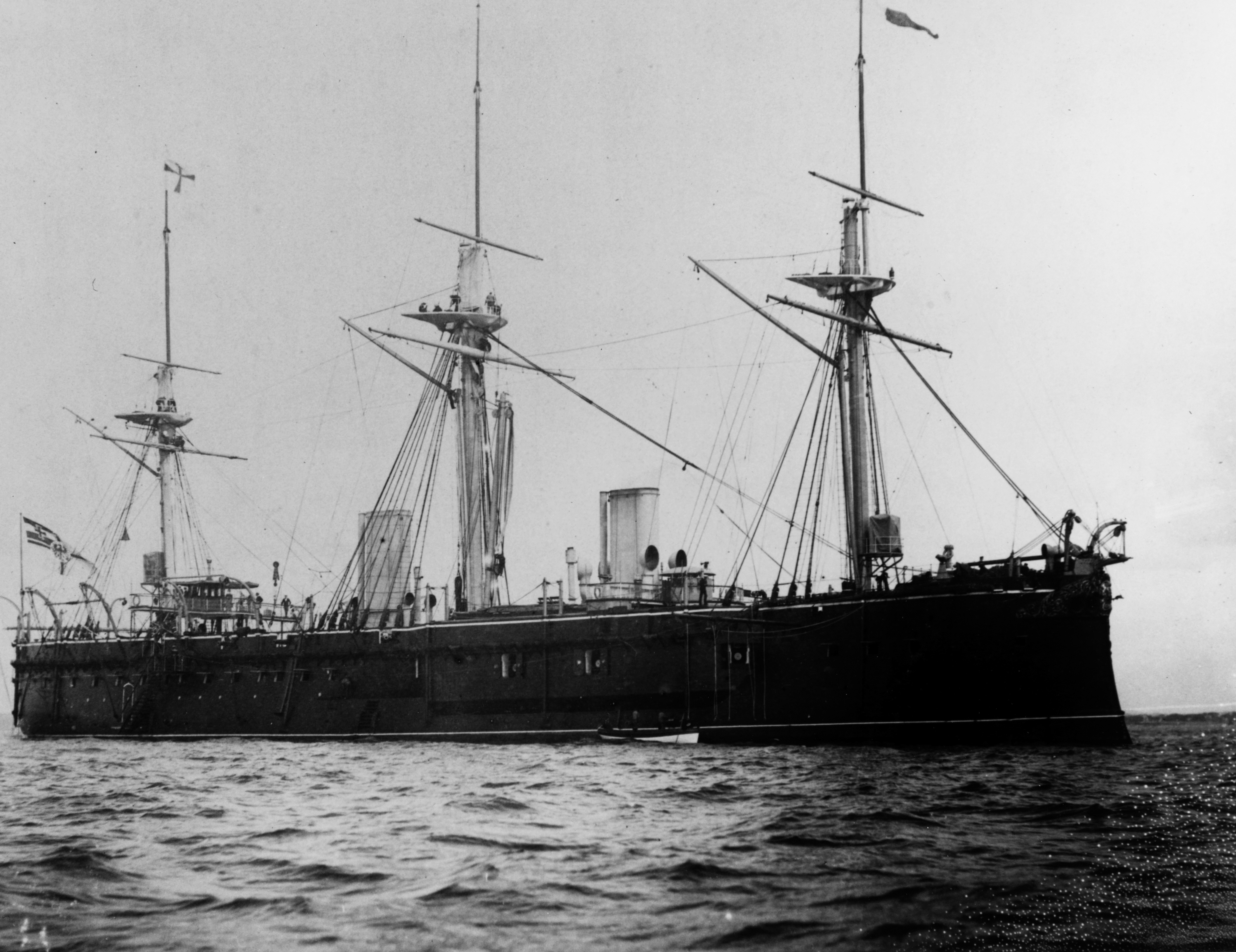
皇帝号于1887年

皇帝号在接下来的六年中一直处于预备役状态。直至1883年5月1日，它才被海军少将威廉·冯·威克德重新任命为其麾下训练分舰队的旗舰，并在本土水域进行训练和演习。由于长期停用，舰只的发动机在训练巡航期间遇到了大麻烦。最后，它于9月27日与姊妹舰德国号一同被转移至基尔的波罗的海海军站。但无论如何，1883年的巡航是帝国海军首次完全放弃在其大型铁甲舰上使用风帆。在1884年的演习期间，皇帝号仍处于预备役，此次演习是由四艘萨克森级铁甲舰组成的同质分舰队进行。皇帝号的下一次编入现役是在四年后的1887年5月3日，当时训练分舰队已重组为由两个总队组成的演习分舰队（Manövergeschwader），它加入了与威廉国王号和奥尔登堡号同在的第一总队，并跟随分舰队余部进行了为期三周的演习。在此期间，舰上的防鱼雷网首次得到试验。在漫长的停用期内，皇帝号原有的钢炮被七门更具现代化的150毫米箍炮所取代，并安装了五具350毫米鱼雷管。
皇帝号的下一阶段役期是在1888年5月8日至1891年9月30日。1888年5月，它代表德意志帝国出席了在巴塞罗那举行的万国博览会，并参加当地的海上阅兵；7月14日，该舰又为皇家游艇霍亨索伦号提供护航，陪同德皇威廉二世前往圣彼得堡、斯德哥尔摩和哥本哈根展开就职访问。服役期满后，既有的预备役总队也于1888年9月进行了重组。皇帝号成为波罗的海预备役总队（Reservedivision Ostsee）的主力舰，并于冬季继续服役，同时兼任基尔的警备舰。11月，它将德皇的胞弟、海军少校海因里希亲王载至丹麦，代表德皇参加丹麦国王克里斯蒂安九世的掌权周年庆。1889年5月，皇帝号被编入海军少将弗里德里希·冯·霍尔曼麾下的演习分舰队，展开常规的部队训练。从7月31日至8月10日，整个演习分舰队陪同威廉二世对英国进行首次国事访问。10月23日，分舰队开始前往地中海，除了担任旗舰的皇帝号之外，其姊妹舰德国号、以及普鲁士号、腓特烈大帝号和通报舰守望号也参加了这次训练巡航。它们经由普利茅斯和直布罗陀抵达热那亚和拉斯佩齐亚，为前往雅典参加其胞妹索菲公主与希腊储君康斯坦丁大婚的威廉二世提供护航。当时德皇是亲自登上皇帝号率队出行，而他的妻子奥古斯塔·维多莉亚皇后则是搭乘霍亨索伦号游艇。在雅典，分舰队还得到了常驻君士坦丁堡的驻地舰罗蕾莱号和通报舰箭矢号的加入。随后，德皇夫妇搭乘游艇在皇帝号的陪同下获得特别许可穿越达达尼尔海峡，从而造访了奥斯曼苏丹阿卜杜勒-哈米德二世。接下来的回程至克基拉岛被中断，因需前往拜会奥地利皇后伊丽莎白。11月12日，德皇夫妇在威尼斯离舰登岸。等候期间，该分舰队成为了首支到访奥匈帝国港口普拉和阜姆的德国分舰队。在亚得里亚海长期逗留之后，它们于1890年1月又访问了士麦那，继而于2月启程返航；经过对马耳他、意大利诸港、加的斯和里斯本的进一步正式访问，分舰队最终于3月22日返抵威廉港。
1890年夏天，分舰队的新任司令、海军少将威廉·施罗德陪同威廉二世登上旗舰皇帝号，自6月底对北欧诸国展开国事访问；他们先是在丹麦会见了丹麦国王克里斯蒂安九世，然后又前往克里斯蒂安尼亚拜会瑞典及挪威国王奧斯卡二世。同年8月，皇帝号还出席了英国向德国归还黑尔戈兰岛的移交仪式。在9月的年度演习期间，包括皇帝号在内的分舰队全部八艘铁甲舰都模拟俄国舰队对基尔实施封锁。自1890年10月起，分舰队再度巡航前往地中海，并于11月协助扑灭了发生在亚历山大港的大火。12月，施罗德携通报舰箭矢号访问君士坦丁堡，并连同其部分军官成员受到了苏丹的接待。然后，分舰队接连到访了包括士麦那和萨洛尼卡在内的数个奥斯曼港口。在1891年3月底开始归国之旅前，他们又再次前往了意大利和奥匈帝国诸港。4月初在里斯本还有最后一次访问，当时葡萄牙国王卡洛斯一世登舰参观了皇帝号。1891年4月18日，分舰队返抵威廉港。皇帝号仍然是分舰队的旗舰，但其指挥权自此已改由海军少将汉斯·冯·克斯特接管，它组成了演习分舰队的第二总队。在秋季演习期间，皇帝号及其姊妹舰德国号在但泽湾的一个此前不为人知的浅滩上搁浅，但都能够被拖出并继续参加演习直至9月18日结束。1891年9月30日，皇帝号退役，然后在威廉港的帝国船厂接受重建。它被改造为一艘装甲巡洋舰，获得了新的锅炉装置和50毫米厚的装甲甲板，并换装了轻型武器，包括一门150毫米箍炮、六门105毫米速射炮和九门88毫米速射炮。舰上的后桅杆连同所有风帆索具都被拆除，其余桅杆则转换为两个重型战斗桅杆。德国号和威廉国王号也进行了类似的重建。尽管完成了现代化，但它们的航速仍然较慢。

### 海外巡洋舰
在日本取得对华甲午战争的胜利后，德国与法国、俄国结成了“东亚三国同盟”，以遏制日本的影响。为维护德国的在华利益，东亚分舰队（总队规模）于1894年奉命组建，并要求以更现代化的船只取代原驻扎在当地的旧护卫舰玛丽号、亚历山德里娜号和阿科纳号。因此，在海军上校叶世克的指挥下，皇帝号连同巡洋护卫舰威廉王妃号、伊雷妮号以及几艘较小的船只于1895年前往增援分舰队。
1895年5月4日，远征之旅循常规的加煤港启动。皇帝号于6月18日来到新加坡驻地，并在经停香港和厦门之后抵达上海。它取代了伊雷妮号成为东亚分舰队司令、海军少将保罗·霍夫曼的旗舰。它们首先前往日本港口函馆进行了访问，然后分舰队的舰只大多驻泊在中国沿海。1896年初，在由威廉二世发出的克鲁格电报引起的英德两国外交紧张时期，皇帝号和其他几艘海外巡洋舰曾受命返回德国水域。但该命令很快就被撤销了，因为它被认为是英国软弱的表现。1896年3月和4月，分舰队在横滨停留了很长时间，以期改善与日本的关系。随后，皇帝号在进入厦门港时撞上了一块未知的岩石。其船体仅受到了轻微的损坏，但仍在香港停用了22天进行修理。5月11日，部分船员从德国搭乘北德劳埃德的轮船抵达长崎，对皇帝号的原人员编制进行常规轮替——此举一直持续至1914年。皇帝号于1896年6月初移驻上海，并由海军少将阿尔弗雷德·冯·提尔皮茨登舰接管分舰队；他的任务还包括考察和在必要时取得合适的基地。8月和9月，提尔皮茨率皇帝号两度到访胶州湾，并在9月13日至21日访问海参崴期间，与俄国东亚总督、海军上将叶夫根尼·伊万诺维奇·阿列克谢耶夫详细讨论了设立基地的问题。随后，皇帝号与伊雷妮号经由日本港口返回上海。11月，整个分舰队在厦门外海集结，以筹备占领一个基地。然而，随后需要执行的各类任务都需要单独分配舰只，分舰队被迫拆散。由于皇帝号航速较慢，不得不在香港被赶超，提尔皮茨遂转而登上伊雷妮号并前往马尼拉。因为那里爆发动乱，阿科纳号已被提前派遣至当地。而威廉王妃号则因严重的机械故障被迫前往长崎维修，并滞留了一个月之久。小巡洋舰鸬鹚号就此成为在中国沿海唯一可供使用的舰只。
1897年1月，提尔皮茨重返皇帝号，后者于1月25日被重新归类为“大巡洋舰”。3月，分舰队转移至横滨以迎接即将到来的船员轮换；在此之前，它们已在厦门附近的台湾海峡、即福建沿岸的三沙湾考察了其作为基地的可行性。随后，提尔皮茨奉命从长崎返回德国，并被任命为执掌国家海军办公室的帝国海军大臣。他作为分舰队司令的继任者是海军少将棣德利，于1897年6月11日到任，并在上海附近的吴淞口锚区登上皇帝号。分舰队在新任司令的带领下展开了日本之旅，其中旗舰和威廉王妃号在抵达函馆后驶回横滨，而伊雷妮号和阿科纳号则进一步到访了俄国港口海参崴，并于9月8日在横滨重返分舰队，然后回航至上海。

#### 占领青岛
1897年11月1日，两名德籍的天主教圣言会传教士能方济和韩理加略在巨野遇害后，一直苦于寻找借口在中国建立德国基地的威廉二世遂下令占领胶州湾。11月10日黄昏后，皇帝号离开上海驶向青岛。威廉王妃号和鸬鹚号则于次日出发，以掩人耳目。三舰于12日在海上集结；棣德利打算于14日驶入胶州湾，占领港口。14日清晨06:00，鸬鹚号闯入海湾，对中国要塞发起攻击；而皇帝号和威廉王妃号则派出由717名官兵组成的登陆部队，在皇帝号舰长、海军上校胡戈·蔡尔的指挥下上岸。在两个小时的时间里，蔡尔的部队占领了中央和外围的要塞，并摧毁了中国的电报，以阻止他们向上级报告德军的进攻。在与当地驻军的总兵章高元谈判后，棣德利成功迫使清政府将胶澳租予德国，并于14:20发布公告。11月17日和12月2日，阿科纳号与伊雷妮号也分别自上海和香港抵达。由于没有遇到军事抵抗，德国人还于12月2日在33公里外的胶澳升起了德国国旗。
帝国海军部和外交部原本预计会招致更大的麻烦，因此于11月19日命令巡洋护卫舰奥古斯塔皇后号从地中海驰援东亚，并于12月14日抵达新加坡。为此，棣德利获晋升为海军中将，并以奥古斯塔皇后号、老旧的德国号和最新式的小巡洋舰葛冯号组建第二总队，由海因里希亲王担任总队长，使东亚分舰队初具分舰队规模。必要的地面部队比第二总队更快来到青岛。翌年1月26日，北德劳埃德邮轮达姆施塔特号搭载着新成立的第三海兵营的1200名官兵抵达港口，使军舰得以恢复登陆指挥。随后，克雷费尔德号又搭载着由300人组成的海军炮兵部以及一系列野战炮于2月5日抵达。1898年1月27日，青岛沦为受国家海军办公室管辖的德国殖民地，其租约于3月6日正式签订。德国号直至4月才停靠香港，并必须进入船坞维修；海因里希亲王则搭乘葛冯号继续前往上海。整个分舰队直至1898年5月5日才在青岛完成集结。

#### 菲律宾行动
东亚分舰队的运用同时受到美西战争的影响；在马尼拉湾海战期间，它们必须驻扎在该地区以保护德国公民。伊雷妮号已于1898年4月底被派往菲律宾，鸬鹚号也紧随其后。由于皇帝号必须去长崎接受定期维护，棣德利遂搭乘奥古斯塔皇后号于6月12日前往马尼拉了解情况。当威廉王妃号和皇帝号先后于18日和20日抵达马尼拉时，造成了它们与美方的关系相当紧张。美国海军少将乔治·杜威明确反对德国舰队的集结，也反对棣德利与西班牙驻菲律宾总督巴西里奧·奧古斯丁会晤。德国人解释称其舰只的集结只是为了计划中的例行船员轮替，他们将在马尼拉迎接从德国本土驶来的邮轮达姆施塔特号。分舰队于8月马尼拉沦陷后陆续离开了菲律宾，尽管在那之后与美国的紧张关系仍持续了一段时间。8月13日，奥古斯塔皇后号接载西班牙总督前往香港，而棣德利则于21号登上皇帝号驶离马尼拉。舰只随即到访巴达维亚，以参加荷兰女王威廉明娜加冕纪念日的庆祝活动，然后经由新加坡返回香港。

### 结局

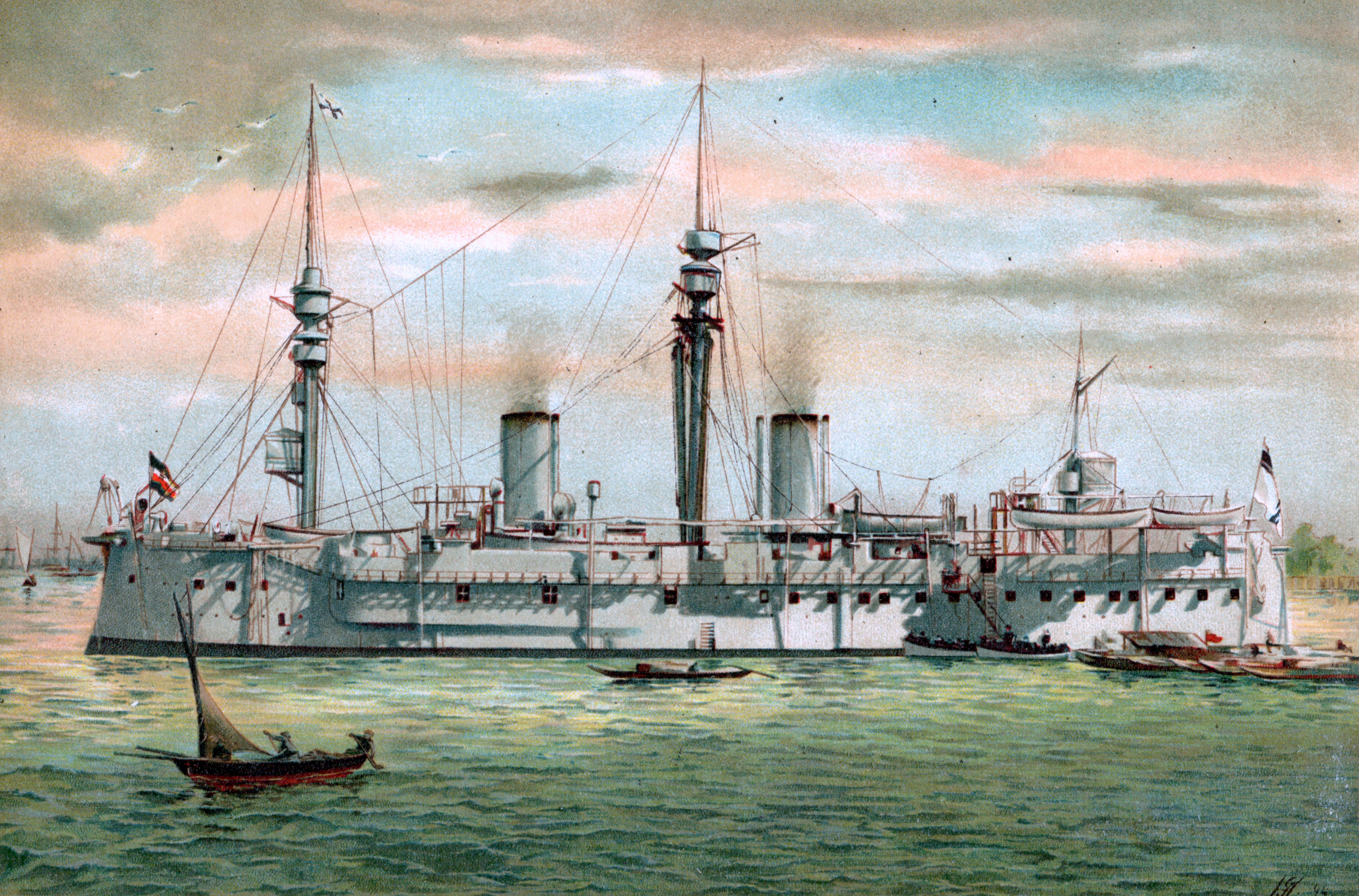
皇帝号更名为天王星号，并用作港湾船

1898年11月，皇帝号驶入三沙湾进行火炮训练，并于15日在一块未知的礁石上搁浅。它能够自行松脱，但出于安全原因而被置于海滩上。棣德利要求第二总队提供协助。海因里希亲王立即派出葛冯号，但由于计划在11月21日前往上海为沉没的炮艇鸡貂号纪念碑揭幕，奥古斯塔皇后号和伊雷妮号都留了下来。在葛冯号会合之前，阿科纳号和鸬鹚号便已抵达皇帝号的事故现场，并协助其再次浮于水面。棣德利遂率在场的全体舰只前往香港，对皇帝号进行维修。随后，他改乘邮轮回到青岛，并改用威廉王妃号作为旗舰直至来年2月。准备好自1899年2月重新投入使用的皇帝号，则于4月14日随着分舰队司令的更迭而失去了旗舰地位。同年6月11日，皇帝号结束东亚派遣启程回国，期间为补充燃煤而曾在塞舌尔停留。行至巴勒莫时，它又受命于9月3日至5日在丹吉尔海面展示德国国旗。最后，舰只经由加的斯和普利茅斯，于9月21日返抵基尔。威廉二世随即在但泽湾登舰检阅了皇帝号；经过24年的服役后，该舰终于在1899年10月16日退役。
这艘老旧的铁甲巡防舰于1904年5月3日沦为港湾船，并于1906年5月21日从海军序列中除籍。1905年10月12日，皇帝号被重命名为天王星号（Uranus）。自1907年5月起，它被改装成一艘宿营船，并锚固在门克贝格附近，供第一鱼雷分队（I. Torpedoabteilung）的官兵使用。1908年，随着此前的废船布吕歇尔号因一次爆破而变得不适用，天王星号遂被拖至弗伦斯堡的米尔维克，担任鱼雷学校的营房和教学室。至1920年，舰只的船体被出售至哈尔堡拆解报废。

## 脚注
注释
1. ↑  SMS表示, 即“陛下之舰”。Kaiser为皇帝的德文称谓，即凯撒。

引用
1. ↑  桑德豪斯，第217頁.
2. ↑  Dodson，第14, 23頁.
3. 1 2  Gardiner，第245頁.
4. 1 2 3 4 5  Gröner，第6頁.
5. 1 2  Gröner，第6–7頁.
6. ↑  桑德豪斯，第105頁.
7. 1 2  Gröner，第7頁.
8. 1 2 3  Sondhaus，第122頁.
9. ↑  Hidden，第370頁.
10. ↑  桑德豪斯，第117頁.
11. ↑  Sondhaus，第124頁.
12. ↑  Sondhaus，第161頁.
13. ↑  Sondhaus，第171頁.
14. ↑  Sondhaus，第173頁.
15. ↑  Sondhaus，第179頁.
16. ↑  Sondhaus，第192頁.
17. 1 2  Sondhaus，第190頁.
18. ↑  Sondhaus，第206頁.
19. ↑  Sondhaus，第214頁.
20. ↑  Gottschall，第141頁.
21. ↑  Gottschall，第146–150頁.
22. ↑  Gottschall，第156–157頁.
23. ↑  Gottschall，第158頁.
24. ↑  Gottschall，第161頁.
25. ↑  Gottschall，第162頁.
26. ↑  Gottschall，第163–165頁.
27. ↑  Gottschall，第179頁.
28. ↑  Gottschall，第190–191頁.
29. ↑  Gottschall，第192–193頁.
30. ↑  Gottschall，第216–217頁.
31. ↑  Gottschall，第218頁.
32. ↑  Gottschall，第219–220頁.